# Einstürzende Neubauten
Einstürzende Neubauten [ˈaɪnˌʃtʏɐt͡səndə ˈnɔʏˌbaʊtən] est un groupe allemand de musique industrielle, originaire de Berlin-Ouest. Formé en 1980, il compose une musique expérimentale à tendance bruitiste. Ses membres successifs appartiennent à la scène artistique dite « des dillettantes géniaux ».
Dès ses débuts, le groupe se distingue par l'utilisation systématique de sons concrets, provenant d'objets divers et d'outils de chantier, conférant à leurs morceaux un aspect généralement agressif.

## Origine du nom
Le nom du groupe signifie « les nouvelles constructions croulantes » ou « les nouveaux immeubles qui s'effondrent ». À Berlin-Ouest, à côté des Altbau (« anciennes constructions »), majoritairement datant du Gründerzeit et ayant un style architectural historiciste, se sont érigés dans l'après-guerre des Neubau (« nouvelles constructions »), souvent bétonnés.
Le nom du groupe fait parler de lui quand le toit de la Salle des Congrès s'effondre pendant une conférence le 21 mai 1980, faisant un mort et de nombreux blessés graves. L'accident de ce symbole architectural germano-américain d'après-guerre était dû à un défaut de construction. L'attention médiatique que le groupe attira à cette occasion donna à son nom un nouveau sens.

## Histoire

### Formation et débuts (1979-1980)
Dès fin 1979, Blixa Bargeld fait des répétitions dans son squat de la Langenscheidtstraße à Berlin-Schöneberg. Il enregistre quarante minutes d'une piste appelée Valium en collaboration avec Susä Hobeck, Beate Bartel et N-Dih alias N.U. Unruh dans une première cassette du nom des trois participants principaux : n.dih/blixa/susä et du surtitre Einstürzende Neubauten.
Bien qu'elle participera à quelques concerts au printemps 1980, Susä Hobeck quitte rapidement Blixa, N-Dih et Beate. Par ailleurs, cette dernière fait partie avec Gudrun Gut, Bettina Köster, Eva Gößling et Karin Luner du groupe féminin de punk expérimental et de free jazz Mania D, qu'elles ont fondé en mai 1979. Gudrun Gut et Bettina Köster sont aussi propriétaire d'une boutique underground dans la Goltzstraße 37, Eisengrau, qui leur sert aussi de lieu de répétition. Blixa Bargeld ne tarde pas à y emménager.
Constamment à la recherche de salle de concert, Bargeld est invité pour le 1er avril 1980 à jouer à la discothèque Moon Club. Il appelle différents amis et propose « à ceux qui répondent » de l'accompagner sur scène. Le line-up de cette soirée « fondatrice » du groupe sera Beate Bartel, Gudrun Gut, Blixa Bargeld et NU Unruh. Ils organisent une prise de son avec tête artificielle pour garder un enregistrement du concert. Ils publieront de cette soirée une cassette de 46 minutes, tirée à vingt exemplaires, qu'ils vendent à Eisengrau sous le nom de Moon, 1. April 1980 / Liveaufnahme in Kunstkopfstereo. Le local devient pour eux une sorte de label musical diy.
Le 12 avril 1980, Einstürzende Neubauten fait son deuxième concert au SO36. Beate Bartel, Gudrun Gut, Blixa Bargeld et NU Unruh sont rejoints pour cette soirée par Bettina Köster. L'enregistrement, cette fois en mono, s'intitule Chaos → Sehnsucht/Energie et sortira en juin, toujours limité à vingt exemplaires.
Les filles cessent de participer à Einstürzende Neubauten pour se consacrer à plein temps à Mania D. Unruh et Bargeld enregistre donc leur single Für den Untergang à deux. La face A est enregistrée au Music Lab Studios de la Lübecker Straße à Berlin-Moabit, la face B à l'intérieur d'un pilier de la Bundesautobahn 100 vers Berlin-Schöneberg. Le vinyle (premier du groupe) sort en septembre 1980 chez Monogam Records. Le single fait également partie de la compilation Strategien gegen Architekturen.

### Première époque (1981-1993)

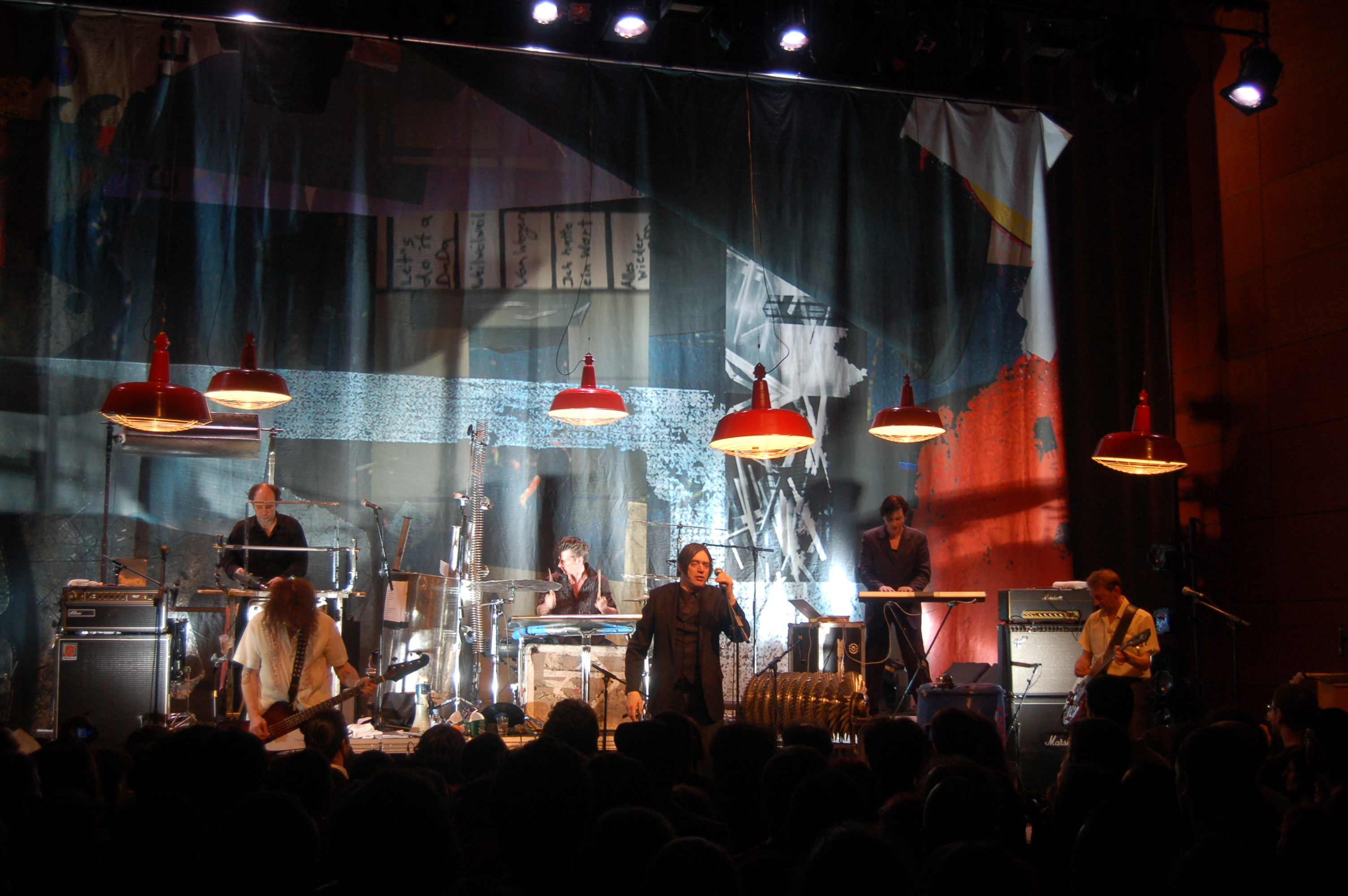
Einstürzende Neubauten.

En 1981, le percussionniste FM Einheit et le guitariste Alexander Hacke rejoignent Einstürzende Neubauten. Ils enregistrent leur premier album Kollaps, où ils utilisent comme instruments concrets des plaques de métal et autres instruments qu'ils fabriquent eux-mêmes, ainsi que différents sons électroniques. Durant leur première tournée allemande, Mark Chung rejoint le groupe et, un an plus tard, c'est au tour du technicien-son Alexander Hacke d'en devenir un membre. Cette formation durera 10 ans.
En 1982, Einstürzende Neubauten enregistrent un second album, Zeichnungen des Patienten O. T.. Le titre provient d'un livre de l'écrivain Leo Navratil, qui y décrit les dessins d'Oswald Tschirtner.
La production suivante Halber Mensch (1985) peut être vue comme une percée dans leur carrière musicale. Pour la première fois, la musique d'Einstürzende Neubauten possède une certaine structure, particulièrement dans les paroles de Blixa Bargeld et dans le chant qui, de mots ou de phrases criées, s'organisent en mélodies poétiques. Les deux albums suivants, Fünf auf der nach oben offenen Richterskala (1987) et Haus der Lüge, rencontreront un franc succès aux États-Unis et au Japon.
À partir des années 1990, leur production évolue vers une certaine sérénité, tout en gardant une approche bruitiste et intellectuelle. Ils écrivent aussi des musiques pour les pièces de théâtre de Heiner Müller. Le groupe est surtout reconnu pour ses performances scéniques mélangeant instruments conventionnels (guitare, basse) et divers objets, utilisés comme matériaux sonores surtout pour les percussions.

### Deuxième époque (1993-2000)
L'album Tabula Rasa, en 1993, marque un tournant dans la production du groupe. On voit y apparaître des compositions plus douces, comme le duo « Blume » avec Anita Lane, qui lui permettent d'élargir son public.
En 1993, la formation est engagée pour assurer la première partie de U2, lors de l'étape européenne du Zoo TV Tour, mais elle a été expulsée de la scène et de la tournée après qu'un membre du groupe a jeté une barre de fer dans la foule qui le huait.
Mark Chung, puis FM Einheit quittent le groupe en 1994 et 1995, Roland Wolf les a brièvement remplacés à la basse et aux claviers avant de mourir dans un accident de voiture en 1995.
En 1996 sort l'album Ende neu. Le titre est un jeu de mots sur le nom du groupe (c'est-à-dire "Einstürzende Neubauten"). La chanson Stella Maris - un duo entre Bargeld et l'épouse de Hacke, la chanteuse Meret Becker - a connu une certaine renommée. Une tournée mondiale a suivi la sortie du disque. Pendant ce temps, Jochen Arbeit et Rudi Moser (tous deux membres de Die Haut ) ont rejoint le groupe : Arbeit à la guitare et Moser à la batterie, Hacke passant à la basse. Cette formation, accompagnée de Ash Wednesday aux claviers pour des concerts live, perdure depuis cette époque.
L'album Ende Neu Remixes est sorti en 1997, il s'agit de remix des chansons d'Ende Neu par des artistes tels que Barry Adamson, Pan Sonic et Darkus (alias Mark Rutherford ) ; les pistes de remix de Darkus, avec d'autres non reprises sur Ende Neu Remixes, ont été mises à disposition séparément la même année sur la version The NNNAAAMMM Remixes By Darkus .
Du 27 mars au 23 mai 2000, Einstürzende Neubauten célèbre ses 20 ans avec une tournée spéciale, l'anniversaire du groupe donne lieu à un concert le premier avril au Columbiahalle de Berlin. Le 23 mai sort leur neuvième album studio, Silence Is Sexy, suivi d'une tournée mondiale.

### Musterhaus (depuis 2000)

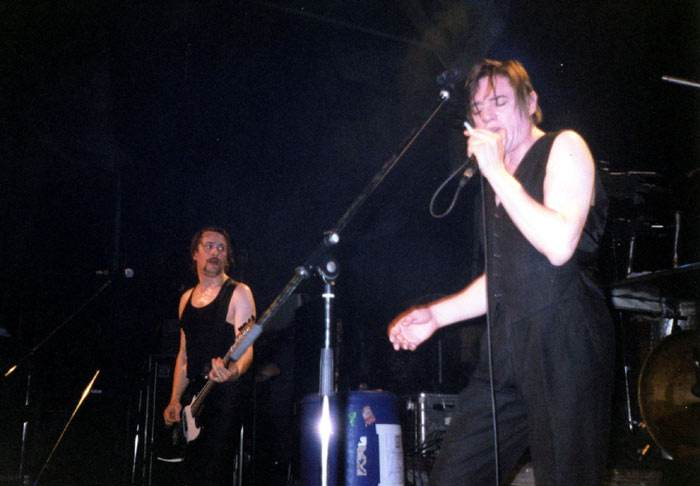
Einstürzende Neubauten en 2000.

En 2002, Einstürzende Neubauten commence à travailler sur un nouvel album sans l'aide d'un label. En 2003 sort Supporter Album No. 1, suivi par l'EP Airplane Miniatures. Bargeld quitte Nick Cave and the Bad Seeds en 2003.
En 2006, Danielle de Picciotto, épouse d'Alexander Hacke, publie le DVD Einstürzende Neubauten-on Tour sur neubauten.org. Un nouvel album commercial est publié en 2007, le premier depuis Perpetuum Mobile (2004). Intitulé Alles wieder offen, il est sorti indépendamment sans label, comme c'était déjà le cas pour Perpetuum Mobile. Les fans de la communauté anglophone de neubauten.org peuvent accéder à l'album accompagné de morceaux bonus, et d'un DVD optionnel sur le making-of de l'album. Le groupe a aussi tourné le clip de Nagorny Karabach. Le groupe passe la majeure partie de l'année 2008 à tourner en soutien à l'album, jouant 32 dates dans 19 pays européens.
En 2010, Einstürzende Neubauten célèbre son 30e anniversaire à travers l'Europe. Une tournée américaine est prévue, mais le groupe annonce, en novembre 2010, son annulation à cause de problèmes de passeports. Plus tard, Silence is Sexy est réédité le 1er juillet 2011. En mai 2014, le groupe annonce sur son site web l'enregistrement d'un nouvel album. Des dates sont aussi annoncées pour novembre 2014. L'album, intitulé Lament, est publié le 7 novembre la même année.
En 2017, la ville flamande de Dixmude mandate Einstürzende Neubauten pour célébrer le centenaire du début de la Première Guerre mondiale.
Dix jours après l'ouverture de l'Elbphilharmonie à Hambourg le 21 janvier 2017, Einstürzende Neubauten apparait à l'occasion de l'ouverture de la tournée Greatest Hits. Le groupe célèbre le coup d'envoi en 2017 de la tournée éponyme - 14 concerts dans plusieurs pays - à OsnabrückHalle devant 1 700 visiteurs trois jours plus tôt.

## Style musical et image

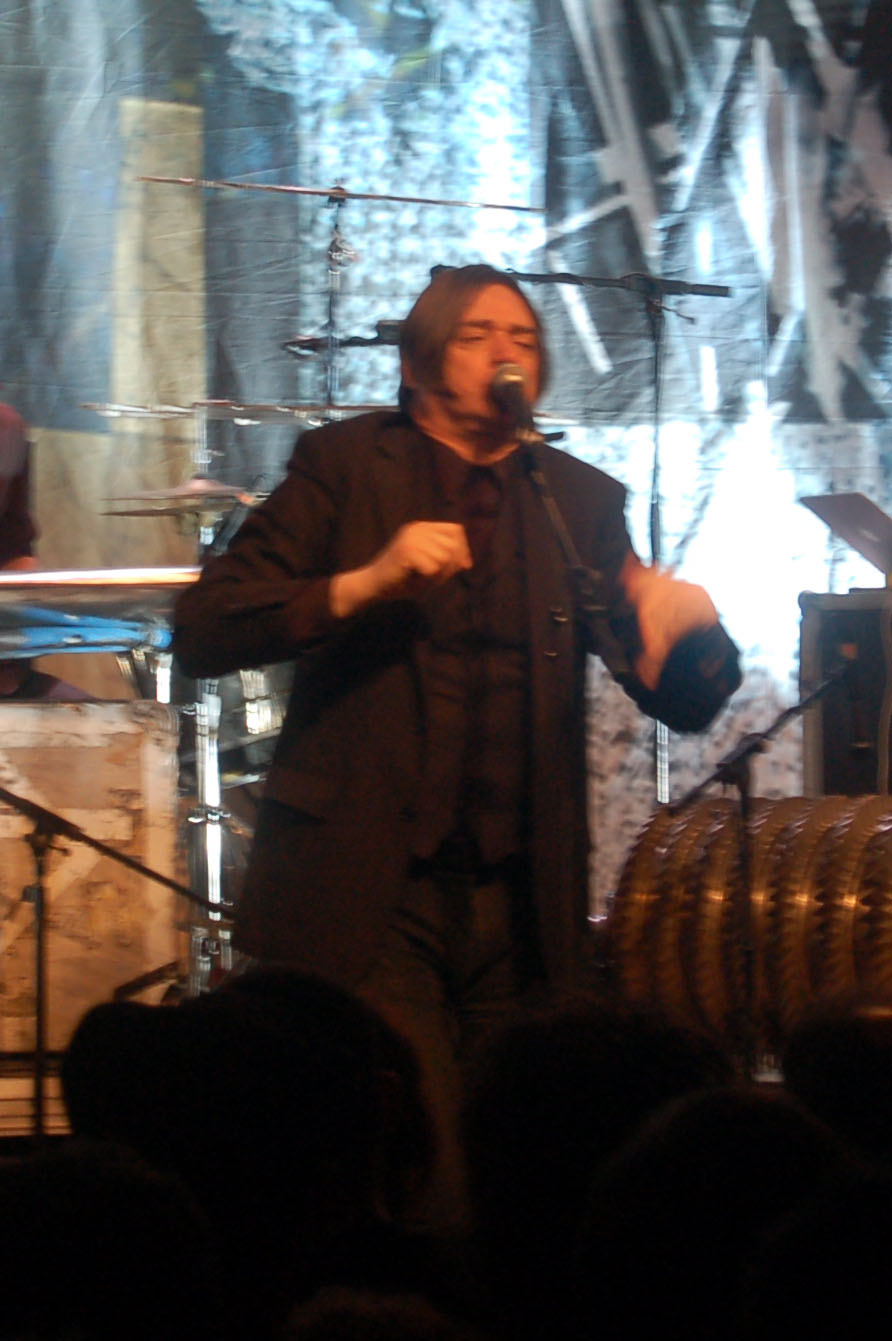
Blixa Bargeld en concert avec le groupe Einstürzende Neubauten.

Les Neubauten se sont beaucoup fournis sur les chantiers pour trouver des objets susceptibles de produire des sons innovants et enrichir leur musique qu'on qualifiera plus tard d'industrielle. Des scies circulaires, des scies à métaux, des perceuses, des tôles comme percussion ou des marteau-piqueurs font partie de leur attirail hétéroclite et de leur incessantes prises de sons. D'après Blixa Bargeld, ce n'était pas une direction artistique que le groupe prenait consciemment. Les membres du groupe, désargentés et résolus à une approche radicale et non conventionnelle de la musique, se servaient de ce qu'ils trouvaient ou volaient dans leur environnement immédiat,.
Peu de temps avant la sortie de l'album Kollaps, N. U. Unruh a dû vendre sa batterie qu'il utilisait jusque-là pour pouvoir payer son loyer. Il a ensuite recréé un ensemble de percussions avec des objets trouvés. Sur le livret de Kollaps, le groupe revendique son renoncement à la batterie professionnelle (« Schlagzeug abgeschafft ») et aux instruments traditionnels, même si le groupe conservait une guitare.
Le membre principal du groupe, Blixa Bargeld, s'est construit musicalement dans les années 1970 avec le Krautrock de Can, Neu! ou Kraftwerk, même s'il considère Ton Steine Scherben comme le seul vrai groupe de rock allemand et germanophone de l'époque.
Le 4 septembre 1981, le groupe participe au Festival Genialer Dilletanten où il pourra écouter un autre groupe industriel légendaire, les Anglais de Throbbing Gristle. Dans les années qui suivirent, de nombreux groupes de musique, Einstürzende Neubauten en tête, ont rendu hommage à ce festival en s'autoproclamant des « dillettantes géniaux », terme dont la faute d'orthographe (le double l de dilettante) est assumée. Le terme de dilettante est ici choisi à dessein pour se démarquer des « professionnels de la musique » et pour revendiquer une approche conceptuelle, dadaïste et punk de leur art. Des artistes comme Joseph Beuys et Jackson Pollock ainsi que le mouvement des Nouveaux Fauves (Junge Wilde) en général auront une influence déterminante sur l'imagerie du groupe.
Pendant les années 1990, le style musical du groupe devient plus mélodique. Le changement de line-up partiel de 1995 sera un symptôme de ce changement de cap progressif. Le percussionniste F.M. Einheit, qui mettait littéralement le feu à la scène dans des spectacles très énergiques dans les années 1990 déclarera lors de son départ que « les nouvelles constructions ne s'effondrent plus » et qu'il regrettait un adoucissement de la musique du groupe.

### Logo
Le groupe est reconnaissable à son logo, un pétroglyphe pariétal d'origine toltèque ou olmèque, décliné sur la quasi-totalité de leur production.

## Membres

### Membres fondateurs (1980)
- Blixa Bargeld – chant
- N.U. Unruh – batterie
- Beate Bartel – basse
- Gudrun Gut – synthétiseur
- Susä Hobeck

### Première époque (1981-1995)
- Blixa Bargeld – chant, guitare, effets sonores
- N.U. Unruh – percussions
- Alexander Hacke – guitare
- F.M. Einheit – percussions
- Marc Chung – basse

### Membres actuels (depuis 1997)
- Blixa Bargeld – chant, guitare, effets sonores
- N. U. Unruh – percussions
- Alexander Hacke – basse
- Jochen Arbeit – guitare
- Rudolf Moser – percussions
- Ash Wednesday – synthétiseur

## Discographie

### Albums studio
- 1980 : Stahlmusik
- 1981 : Kollaps
- 1983 : Zeichnungen des Patienten O. T.
- 1985 : Halber Mensch
- 1987 : Fünf auf der nach oben offenen Richterskala
- 1989 : Haus der Lüge
- 1993 : Tabula rasa
- 1996 : Ende neu
- 2000 : Silence Is Sexy
- 2004 : Perpetuum mobile
- 2007 : Alles wieder offen
- 2014 : Lament
- 2020 : Alles in Allem
- 2024 : Rampen: apm (alien pop music)

### Albums privés
Série des Supporters Neubauten.org, distribuée exclusivement aux souscripteurs du groupe
- 2003 : Supporter Album #1
- 2003 : Airplane Miniatures (EP téléchargeable)
- 2005 : Grundstück (Supporter Album #2)
- 2005 : Grundstück (Phase II DVD)
- 2006 : Alles was irgendwie nützt (bootlegs)
- 2007 : Jewels (disponible en téléchargement pour les supporters) (2006-2007)

### Projet Musterhaus
- 2005 : Anarchitektur
- 2005 : Unglaublicher Lärm
- 2005 : Solo Bassfeder
- 2006 : Redux Orchestra Versus Einstürzende Neubauten
- 2006 : Kassetten
- 2006 : Klaviermusik
- 2006 : Stimmen Reste
- 2007 : Weingeister

### Singles
- 1980 : Für den Untergang)
- 1982 : Thirsty Animal (Einstürzende Neubauten & Lydia Lunch)
- 1985 : Yü-Gung
- 1990 : Feurio!
- 1999 : Total Eclipse of the Sun
- 2004 : Perpetuum mobile (uniquement disponible au téléchargement)

### EP
- 1981 : Kalte Sterne (1981)
- 1993 : Interim (partie du triptyque Tabula Rasa)
- 1993 : Malediction (partie du triptyque Tabula Rasa)
- 1996 : Stella Maris

### Compilations
- 1984 : Strategien gegen Architekturen
- 1991 : Strategien gegen Architektur II 1984-1989
- 2001 : Strategien gegen Architektur III 1991-2001
- 2004 : Kalte Sterne -early recordings-
- 2010 : Strategien gegen Architektur IV 2002-2010

### Albums live
- 1980 : Moon, 1. April 1980 / Liveaufnahme in Kunstkopfstereo
- 1980 : Chaos → Sehnsucht/Energie
- 1982 : Live
- 1984 : 2X4
- 2001 : 09-15-2000, Brussels
- 2003 : Gemini (disponible uniquement au téléchargement)
- 2004 : Perpetuum Mobile Tour albums
- 2005 : 25th Anniversary Tour albums

### Autres
- Die Hamletmaschine (1991)
- Faustmusik (1996)
- Ende Neu Remixes (1997)
- Berlin Babylon (2001)

## Filmographie
- 1981 : Stahlmusik (concert en public)
- 1985 : Berlin Now (documentaire)
- 1986 : ½ Mensch (film de Sogo Ishii)
- 1987 : Nihil oder Alle Zeit der Welt (film de Uli M Schueppel)
- 1993 : Liebeslieder: Einstürzende Neubauten(WDR, documentaire de Stephan Guntli)
- 2000 : Hör mit Schmerzen (documentaire de Christian Beetz et Birgit Herdlitschke)
- 2001 : Berlin Babylon (Documentaire de Hubertus Siegert), bande originale d'Einstürzende Neubauten)
- 2002 : Ausländer raus! Schlingensiefs Container(documentaire de Paul Poet), spectacle en public d'Einstürzende Neubauten
- 2004 : Seele brennt: Einstürzende Neubauten Nihil(documentaire de Christian Beetz und Birgit Herdlitschke)
- 2006 : On Tour with Neubauten.org(documentaire de Danielle de Picciotto)
- 2006 : Palast der Republik - Berlin, 4. November 2004 (concert au palais de la république)
- 2009 : Elektrokohle (von Wegen) (documentaire d'Uli M Schueppel)

### Participations
Sauf indication contraire, les informations mentionnées dans cette section peuvent être confirmées par la base de données cinématographiques IMDb,  présente dans la section « Liens externes ».
- 1990 : Hardware
- 1995 : Heat
- 1996 : L'Île du docteur Moreau
- 2003 : La Vie de David Gale
- 2009 : Le Collectionneur sadique (The Collector) de Marcus Dunstan
- 2014 : The Last Light d'Andrew Hyatt
- 2015 : Desire will set you free (Lust macht frei) de Yony Leyser
- 2018 : Touch Me Not d'Adina Pintilie
- 2018 : Deutschland 86 d'Anna Winger et Jörg Winger (de)
- 2019 : Bloody Marie (en) de Lennert Hillege	et Guido van Driel